# Fisera belidearia
Fisera belidearia är en fjärilsart som beskrevs av Felder 1876. Fisera belidearia ingår i släktet Fisera och familjen mätare. Inga underarter finns listade i Catalogue of Life.